# Örama
Örama is een onbewoond eilandje in de Zweedse Kalixälven. Het eiland heeft geen oeververbinding. Het meet ongeveer 100 x 10 meter.